# Iwaniska
Iwaniska é uma cidade no sudeste da Polônia. Pertence à voivodia de Santa Cruz, no condado de Opatów. É a sede da comuna urbano-rural de Iwaniska.
Estende-se por uma área de 6,0 km², com 1 206 habitantes, segundo o censo de 31 de dezembro de 2024, com uma densidade populacional de 202 hab./km².
Ivaniska recebeu os direitos de cidade em 1403, destituído em 1869, e recuperou seus direitos em 2022.

## Localização
Ivaniska está localizada a 13 km a sudoeste de Opatów. A cidade está situada às margens do rio Koprzywianka, no extremo sudeste das montanhas Świętokrzyskie. Ao sul e ao sudoeste da cidade, estende-se a serra Ivaniska dessas montanhas.
A estrada provincial n.º 757 de Opatów para Stopnica passa por Ivaniska, e a estrada provincial n.º 758 para Koprzywnica começa aqui.
A aproximadamente 2 km a sudeste de Ivaniska fica o vilarejo de Ujazd, com as ruínas do castelo de Krzyżtopór.
| Partes integrantes da cidade de Ivaniska | Partes integrantes da cidade de Ivaniska | Partes integrantes da cidade de Ivaniska |
| Nome                                     | Tipo                                     |                                          |
| ---------------------------------------- | ---------------------------------------- | ---------------------------------------- |
| Płaszczyzna                              | assentamento rural                       |                                          |
| Podlesie                                 | propriedade rural                        |                                          |
| Zabłocie                                 | propriedade rural                        |                                          |

## Demografia
Conforme os dados do Escritório Central de Estatística da Polônia (GUS) de 31 de dezembro de 2024, Iwaniska é uma cidade muito pequena com uma população de 1 206 habitantes (40.º lugar na voivodia de Santa Cruz e 967.º na Polônia), tem uma área de 6,0 km² (42.º lugar na voivodia de Santa Cruz e 810.º lugar na Polônia) e uma densidade populacional de 202 hab./km² (30.º lugar na voivodia de Santa Cruz e 847.º lugar na Polônia). Entre 2002–2024, o número de habitantes diminuiu 7,3%.
Os habitantes de Iwaniska constituem cerca de 2,50% da população do condado de Opatów, constituindo 0,10% da população da voivodia de Santa Cruz.
| Descrição                         | Total      | Total   | Mulheres   | Mulheres | Homens     | Homens  |
| --------------------------------- | ---------- | ------- | ---------- | -------- | ---------- | ------- |
| unidade                           | habitantes | %       | habitantes | %        | habitantes | %       |
| população                         | 1 206      | 100     | 618        | 51,2     | 588        | 48,8    |
| área                              | 6,0 km²    | 6,0 km² | 6,0 km²    | 6,0 km²  | 6,0 km²    | 6,0 km² |
| densidade populacional (hab./km²) | 202        | 202     | 103,4      | 103,4    | 98,6       | 98,6    |

## História

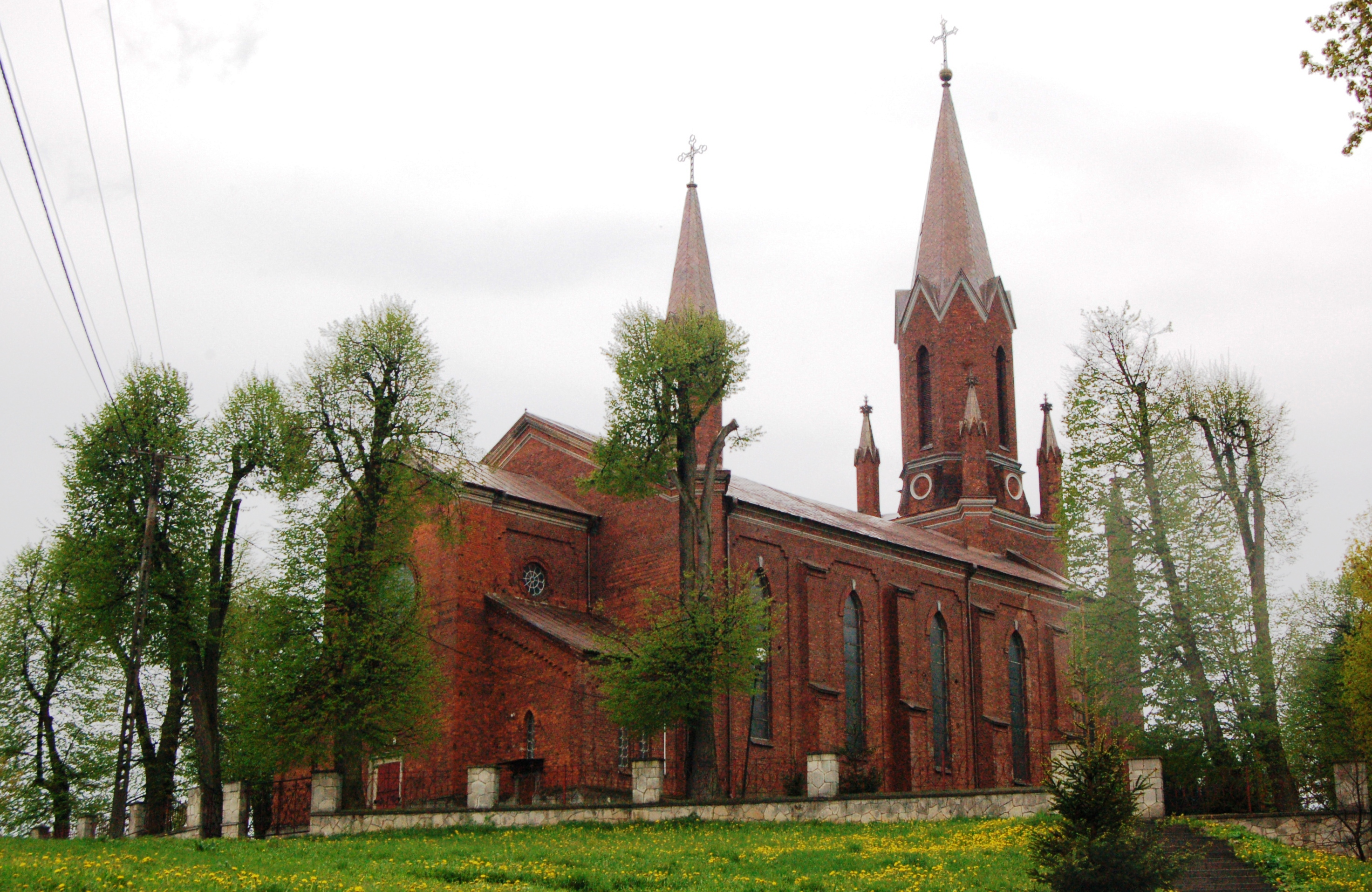
Igreja de Santa Catarina

O primeiro assentamento foi fundado aqui na virada dos séculos XIII e XIV. Em 1403, a família Zborowski fundou uma cidade nos terrenos do vilarejo de Onispówka. No mesmo ano, a nobreza local ergueu uma igreja no local. Inicialmente, ela era uma igreja filial da paróquia de Ujazd. Foi somente após a destruição da igreja local que a igreja de Iwaniska se tornou uma igreja paroquial. Inicialmente, a cidade era chamada de Unieszów ou Uneszów. A partir de meados do século XV, o nome moderno Iwaniska já estava em uso. Durante a Reforma Protestante, a cidade era um centro do calvinismo. Em 1552, um sínodo calvinista foi realizado aqui, com a presença, entre outros, de Jan Laski. Proprietários posteriores obtiveram privilégios para que Iwaniska realizasse feiras, bem como 13 feiras por ano. A cidade era um importante centro de artesanato. Entre outras coisas, especialidades raras como ourivesaria, fabricação de sinos e trabalho com latão se desenvolveram aqui. Em 1578, havia 44 artesãos, 19 destiladores e 15 camponeses que não possuíam terras, na maioria das vezes vivendo com outros camponeses.

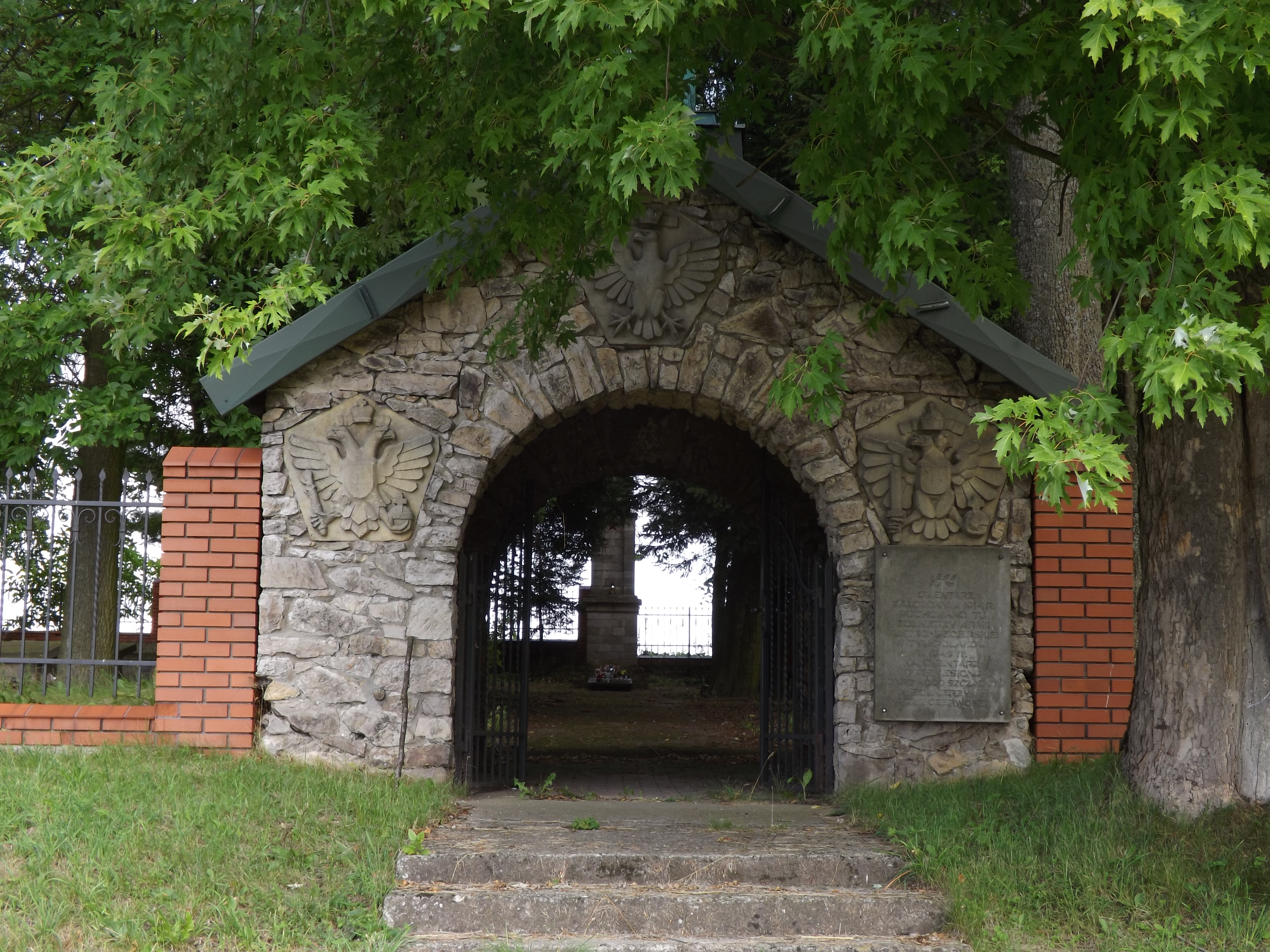
Portão principal do cemitério de guerra em Iwaniska, onde estão enterrados mais de 4 mil soldados do exército soviético mortos nas batalhas na cabeça de ponte de Baranovsko-Sandomierski em 1944–1945

Em 1629, o proprietário da cidade, localizada no condado de Sandomierz da voivodia de Sandomierz, era Krzysztof Ossoliński.
Em 1656, Iwaniska foi saqueada e depois incendiada por um destacamento de cossacos de Jerzy Rakoczy. Após essa derrota, a cidade não conseguiu recuperar sua antiga importância. Entre 1662 e 1663, Iwaniska tinha apenas 50 casas e 416 habitantes. Em 1674, a população era ainda menor, 311.
Iwaniska passou dos Ossolińskis por várias mãos e tornou-se propriedade da família Sołtyk. Conforme o censo de 1827, a cidade tinha 167 casas e 1088 habitantes. Em 1869, após a Revolta de Janeiro, Iwaniska perdeu seus direitos municipais.
Em 1914, uma linha de bitola estreita de Bogoria foi trazida para a vila. Ela fazia parte da Ferrovia de Acesso Jędrzejów. Em 1959, ela foi desativada por não ser rentável.
Entre 1954 e 1972, a vila pertencia e era a sede das autoridades da gromada de Iwaniska. Nos anos de 1975 a 1998, a vila estava localizada na voivodia de Tarnobrzeg.

## Monumentos históricos
- Igreja paroquial neogótica de Santa Catarina do início do século XX (construída no local de uma igreja de lariço fundada por Władysław Morsztyn em 1718, incendiada em 1898)[11][12]
- Cemitério da Primeira e da Segunda Guerra Mundial[12]
- Antigo cemitério de igreja do século XV e um cemitério mais recente do início do século XIX com a capela funerária da família Łempicki de 1833

## Esporte
Em Iwaniska, desde 15 de agosto de 1996, há um clube de futebol, o “GKS Iwaniska”, atuando na temporada 2024/2025 na Classe A, grupo: Sandomierz, a sétima, em termos de importância, classe da liga esportiva de futebol masculino na Polônia.